# Shaky Shaky
Shaky Shaky (in italiano: "tremolante, tremolante") è un singolo dell'artista musicale portoricano Daddy Yankee, pubblicato l'8 aprile 2016 e contenuto nell'album El disco duro.
La canzone è diventata la quarta numero uno di Yankee nella classifica Hot Latin Songs e anche la sua prima entrata nella Billboard Hot 100 dal 2007. Il video musicale ufficiale, pubblicato il 14 luglio 2016, ha superato Limbo (2012) diventando il video più visto di Daddy Yankee su YouTube. A livello commerciale, ha raggiunto la vetta delle classifiche nella Repubblica Dominicana, in Messico e nella US Hot Latin Songs, arrivando anche nella top ten in Argentina, Cile e Colombia. Una versione remix con gli artisti reggaeton Nicky Jam e il duo Plan B è stata pubblicata il 14 ottobre 2016. Il singolo è stato scelto da Billboard come Miglior Canzone Latin Dance.

## Video musicale
Il videoclip è stato girato a Miami, New York City e Los Angeles ed è stato pubblicato il 14 luglio 2016, concludendo l'anno come il 23º video più visto su YouTube del 2016. Mostra Yankee e più di cento ballerini che danzano in varie location, tra cui un parcheggio, strade, case e un centro commerciale. La versione del video sostituisce le parole "jodedera" (gergo per "festa" o "casino") e "jodona" (una donna che si diverte a infastidire gli altri) presenti nella versione singolo con "gozadera" (spagnolo per "baldoria") e "en la zona". Il quotidiano americano Latin Times ha definito il video musicale "brillante, vivace, adatto alle famiglie, divertente, contagioso e trasmette il messaggio che la musica può unire le persone da tutto il mondo".
Nel dicembre 2016, il video di "Shaky Shaky" è diventato il più visto del cantante su YouTube, superando "Limbo". A dicembre 2019, ha superato 1,4 miliardi di visualizzazioni, entrando nella classifica dei 100 video più visti.

## Tracce
Testi di Ramón Ayala, Urbani Mota, Luis Romero, musiche di Los Evo Jedis.
1. Shaky Shaky – 3:53

## Formazione
- Daddy Yankee – voce
- Urbani Mota – produzione, registrazione
- Luis Romero – produzione, missaggio